# Тімірязєвська сільська рада (Україна)
Тіміря́зєвська сільська́ ра́да — адміністративно-територіальна одиниця та орган місцевого самоврядування в Вознесенському районі Миколаївської області. Адміністративний центр — селище Тімірязєвка.

## Загальні відомості
- Населення ради: 1 337 осіб (станом на 2001 рік)

## Населені пункти
Сільській раді підпорядковані населені пункти:
- с-ще Тімірязєвка
- с. Андрійчикове
- с. Вокзал
- с. Кам'яна Балка

## Склад ради
Рада складається з 12 депутатів та голови.
- Голова ради: Притиковський Віталій Юрійович
- Секретар ради: Кретова Лариса Павлівна

### Керівний склад попередніх скликань
| Прізвище, ім'я, по батькові    | Основні відомості                                                                     | Дата обрання | Дата звільнення |
| ------------------------------ | ------------------------------------------------------------------------------------- | ------------ | --------------- |
| Гурей Петро Степанович         | Сільський голова, 1957 року народження, член Всеукраїнського об'єднання «Батьківщина» | 26.03.2006   | 31.10.2010      |
| Притиковський Віталій Юрійович | Сільський голова, 1948 року народження, член Партії регіонів                          | 31.10.2010   |                 |

Примітка: таблиця складена за даними сайту Верховної Ради України

### Депутати
За результатами місцевих виборів 2010 року депутатами ради стали:

#### За суб'єктами висування
| Суб'єкт висування | Кількість обраних депутатів | %    |
| ----------------- | --------------------------- | ---- |
| Партія регіонів   | 11                          | 91,7 |
| Самовисування     | 1                           | 8,3  |

#### За округами
| № округу        | Прізвище, ім'я, по батькові   | Дата визнання обраним | Освіта  | Партійна приналежність | Відомості про обраного депутата                           |
| --------------- | ----------------------------- | --------------------- | ------- | ---------------------- | --------------------------------------------------------- |
| Партія регіонів |                               |                       |         |                        |                                                           |
| 1               | Халіман Галина Вікторівна     | 04.11.2010            | середня | член Партії регіонів   | тимчасово не працює                                       |
| 2               | Легінчук Ірина Іванівна       | 04.11.2010            | вища    | член Партії регіонів   | Тімірязєв-ська сільська рада, бухгалтер                   |
| 4               | Матуляк Василь Васильович     | 04.11.2010            | вища    | член Партії регіонів   | ФГ Матуляк В.В, голова фермерського господарства          |
| 5               | Русс Людмила Євгенівна        | 04.11.2010            | вища    | член Партії регіонів   | Тімірязєв-ське відділення зв'язку, листоноша              |
| 6               | Верхолат Альона Сергіївна     | 04.11.2010            | вища    | член Партії регіонів   | ПППоляшко В. М., продавець                                |
| 7               | Коверза Володимир Миколайович | 04.11.2010            | вища    | член Партії регіонів   | ФГ Матуляк В.В, механізатор                               |
| 8               | Кравченко Людмила Віталіївна  | 04.11.2010            | вища    | член Партії регіонів   | тимчасово не працює                                       |
| 9               | Лядов Сергій Васильович       | 04.11.2010            | вища    | член Партії регіонів   | Тімірязєв-ський фельдшерсько-акушерський пункт, завідувач |
| 10              | Клітний Валерій Миколайович   | 04.11.2010            | вища    | член Партії регіонів   | одноосібник                                               |
| 11              | Сєргєєва Альона Сергіївна     | 04.11.2010            | вища    | член Партії регіонів   | тимчасово не працює                                       |
| 12              | Стасишина Тетяна Іванівна     | 04.11.2010            | вища    | член Партії регіонів   | Тімірязєв-ська сільська рада, головний бухгалтер          |
| Самовисування   |                               |                       |         |                        |                                                           |
| 3               | Кретова Лариса Павлівна       | 04.11.2010            | вища    | позапартійна           | Тімірязєв-ська сільська рада, секретар                    |